# Бабиці (Лодзинське воєводство)
Бабиці (пол. Babice) — село в Польщі, у гміні Лютомерськ Паб'яницького повіту Лодзинського воєводства.
Населення — 267 осіб (2011).
У 1975-1998 роках село належало до Серадзького воєводства.

## Демографія
Демографічна структура станом на 31 березня 2011 року:
|          | Загалом | Допрацездатний вік | Працездатний вік | Постпрацездатний вік |
| -------- | ------- | ------------------ | ---------------- | -------------------- |
| Чоловіки | 133     | 28                 | 96               | 9                    |
| Жінки    | 134     | 23                 | 79               | 32                   |
| Разом    | 267     | 51                 | 175              | 41                   |